# Валтерсхаузен
Валтерсхаузен (њем. Waltershausen) град је у њемачкој савезној држави Тирингија. Једно је од 57 општинских средишта округа Гота. Према процјени из 2010. у граду је живјело 10.917 становника. Посједује регионалну шифру (AGS) 16067072.

## Географски и демографски подаци
Валтерсхаузен се налази у савезној држави Тирингија у округу Гота. Град се налази на надморској висини од 320 метара. Површина општине износи 30,8 km². У самом граду је, према процјени из 2010. године, живјело 10.917 становника. Просјечна густина становништва износи 355 становника/km².

## Међународна сарадња
| Мјесто     | Држава    | Врста сарадње | Од    |
| ---------- | --------- | ------------- | ----- |
|            | Француска | партнерство   | 1996. |
|            | Француска | партнерство   | 1974. |
| Будимпешта | Мађарска  | партнерство   | 2002. |
|            | Пољска    | партнерство   | 2002. |
|            | Француска | партнерство   | 1963. |
| Извор      |           |               |       |